# Claudio Clementi
Claudio Clementi (San Vito di Leguzzano, 19 dicembre 1968) è un allenatore di calcio ed ex calciatore italiano, di ruolo attaccante, allenatore del Thiene.

## Carriera

### Calciatore
Cresce calcisticamente nel Lanerossi Vicenza, con cui esordisce in Serie B a 18 anni, nel campionato di Serie B 1985-1986, lanciato da Tarcisio Burgnich. Nella stagione 1987-1988 viene prestato alla Fiorentina in occasione del Torneo di Viareggio: i viola vincono la competizione proprio grazie a un gol di Clementi, nella finale contro il Torino. Nell'ottobre 1988 viene ceduto alla Casertana, dalla quale passa al Giarre: qui si mette in luce come attaccante agile e veloce, e viene ceduto al Taranto, in Serie B. Con i pugliesi realizza 5 reti in 32 partite
La stagione 1991-1992 lo vede passare all'Atalanta, con cui esordisce in Serie A il 29 settembre 1991 sul campo della Cremonese. Tuttavia non riesce a trovare spazio, chiuso da Claudio Caniggia e Carlos Alberto Bianchezi, e nella sessione autunnale del calciomercato passa al Venezia, nel campionato cadetto, senza trovare la via del gol. Nel campionato 1992-1993 è all'Arezzo, che fallisce nel corso del campionato.
Dopo due stagioni negative, ritrova la via del gol nel Mantova, con cui realizza 11 reti nel campionato di Serie C1 1993-1994. Nell'estate 1994 anche la formazione virgiliana fallisce, e Clementi passa al Fiorenzuola. Con la formazione valdardese realizza 22 reti nel campionato 1994-1995, laureandosi capocannoniere del girone A di Serie C1 e sfiorando la promozione in Serie B, persa ai rigori contro la Pistoiese. Nella stagione successiva Clementi non riesce a ripetersi, mettendo a segno 8 reti non sufficienti a raggiungere i playoff; in quella stessa stagione va a segno in Coppa Italia contro Brescia e Torino, decretandone l'eliminazione.
Nell'estate 1996 ritorna in Serie A con la maglia dell'Udinese, dove si trova chiuso da Márcio Amoroso e da Oliver Bierhoff e totalizza solamente 7 presenze. A fine stagione scende in Serie B, con la maglia del Treviso, passando in seguito al Siena e poi al Rimini, dove ritrova la vena realizzativa degli anni migliori. Conclude la carriera nelle categorie minori con Gubbio e Montecchio Maggiore.
In carriera ha totalizzato complessivamente 9 presenze in Serie A e 84 presenze e 11 reti in Serie B.

### Allenatore
Inizia l'attività di allenatore con la formazione con cui aveva chiuso quella di calciatore, ovvero il Montecchio Maggiore, che guida tra il 2006 e il 2008.
Ha allenato la squadra vicentina del Trissino nei campionati di Eccellenza Veneta 2009-2010 (in una rosa che comprendeva anche suo fratello Cristian, di ruolo attaccante) e 2010-2011. Al termine di questo biennio gli è subentrato un altro ex giocatore, Alessandro Renica.
Dopo una parentesi prima all'Azzurra Sandrigo, poi alle giovanili del Real Vicenza (prima allievi nazionali poi Berretti) e quindi allo Schio, a luglio 2017 diventa allenatore della Calidonense, formazione di Caldogno che guida al salto di categoria dopo i play-off vinti nel campionato di Promozione di quell'anno. Confermato per la stagione 2018-2019, termina il campionato di Eccellenza 2018-2019 con la retrocessione. 
Per la stagione 2019-2020 e 2020-2021 è chiamato a guidare la formazione del Cornedo Vicentino nel campionato di Promozione. Guida la squadra anche nella stagione 2021-2022 nel campionato di Eccellenza, venendo poi sostituito a stagione in corsa.
Per la stagione 2022-2023 si accorda con il Thiene Calcio, che disputa il torneo di Prima Categoria. Segue una stagione tra le file della formazione vicentina del Poleo Aste in Promozione per poi riapprodare a Cornedo per la stagione 2025-2026. 

## Palmarès
- Torneo di Viareggio: 1

Fiorentina: 1988